# Monika Mazur

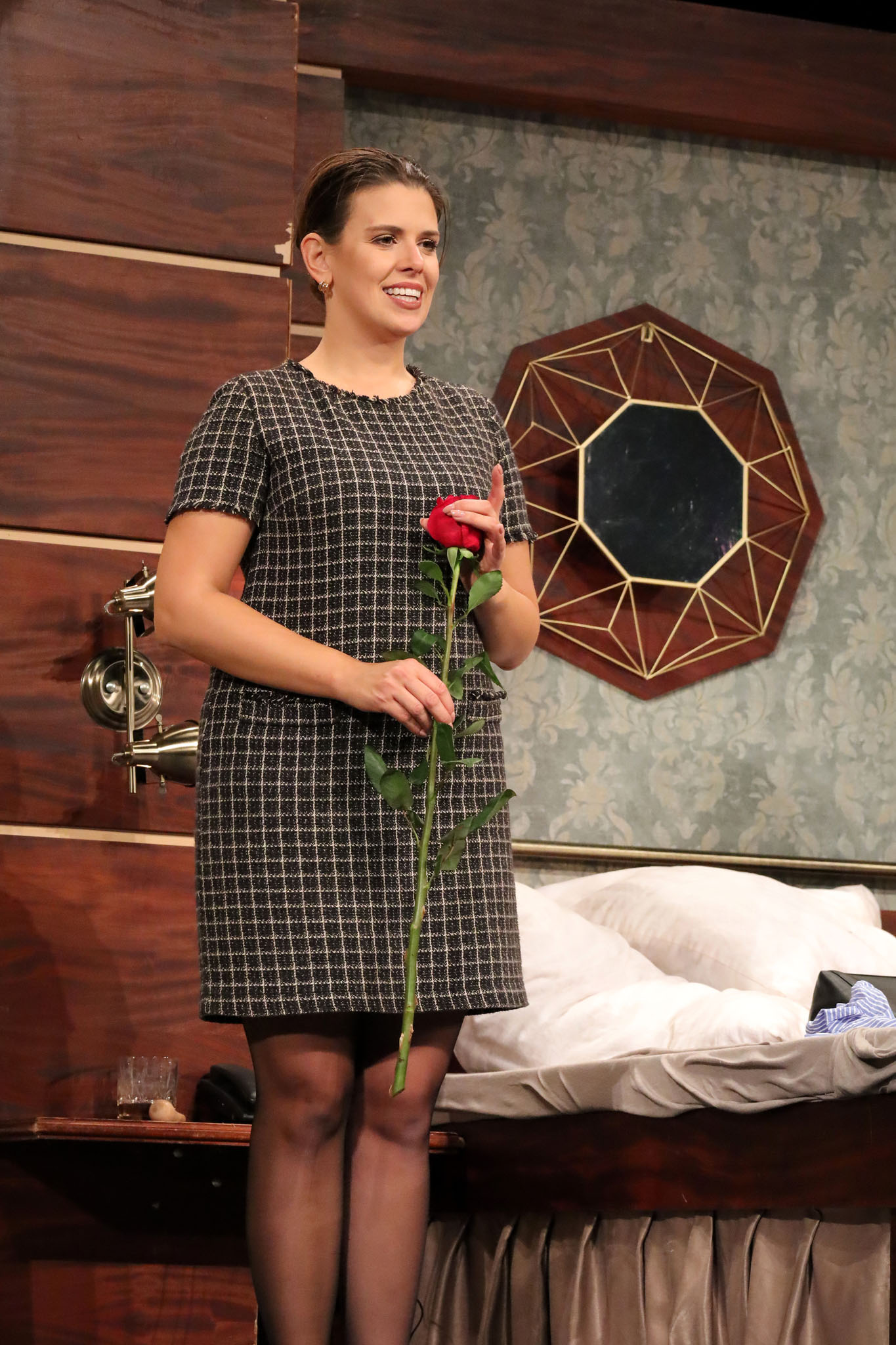
Monika Mazur (2024)

Monika Mazur, również Monika Mazur-Chrapusta (ur. 5 czerwca 1991 we Wrocławiu) – polska aktorka filmowa, telewizyjna i teatralna, prezenterka telewizyjna.

## Życiorys
Zadebiutowała w telewizji w 2005 roku w serialu Biuro kryminalne. Od 2014 roku gra w nagradzanym Telekamerami serialu Na sygnale, w którym wciela się w rolę Martyny Kubickiej. W 2016 roku ukończyła studia w Akademii Sztuk Teatralnych w Krakowie.
Od 2012 roku pozostawała w związku z Tomaszem Chrapustą, z którym 27 lipca 2019 wzięła ślub. Mają syna Leonarda (ur. 2020). Para rozwiodła się w 2024 roku.

## Kariera telewizyjna

### Filmografia
- 2005–2007: Biuro kryminalne
- 2008: Pierwsza miłość jako Wera
- 2010: Licencja na wychowanie jako dziewczyna
- 2011: Sala samobójców jako dziewczyna w toalecie
- 2011: Julia jako pacjentka Jana
- 2012: Świat według Kiepskich jako dziewczyna
- 2012: Galeria jako Agnieszka
- 2013: Ojciec Mateusz jako Anita Malinowska
- od 2014: Na sygnale jako Martyna Strzelecka, żona Piotra Strzeleckiego, ratowniczka medyczna
- 2017: Gwiazdy jako dziewczyna z chóru
- 2018: Ślad jako Maria Romańczuk
- 2020: Na dobre i na złe jako ratownik medyczny Martyna Strzelecka (odc. 767)
- 2022: Na Wspólnej jako Ana
- 2023: Ojciec Mateusz jako Beata (odc. 387)
- 2024: Algorytm miłości jako Marzanna Nowakowa (odc. 9)

Źródło.

### Prezenterka
- 2017–2023: Lajk! jako prowadząca

### Występ w programach
- 2016: Przygarnij mnie
- 2018: Big Music Quiz (odcinek 7)
- 2019: Dance Dance Dance

## Kariera teatralna
- 2015: Baśń o Andersenie – ciocia Bólzęba
- 2015: Amok. Pani Koma zbliża się! – Zwykła Ania

Źródło.